# Fissicrambus
Fissicrambus is een geslacht van vlinders van de familie grasmotten (Crambidae), uit de onderfamilie Crambinae.

## Soorten
- F. adonis Bleszynski, 1963
- F. albilineellus Fernald, 1893
- F. alexanor Bleszynski, 1963
- F. artos Bleszynski, 1963
- F. briseis Bleszynski, 1963
- F. fissiradiellus Walker, 1863
- F. hemiochrellus Zeller, 1877
- F. hirundellus Bleszynski, 1967
- F. hospition Bleszynski, 1963
- F. intermedius Kearfott, 1908
- F. minuellus Walker, 1863
- F. orion Bleszynski, 1963
- F. porcellus Bleszynski, 1967
- F. profanellus Walker, 1866
- F. quadrinotellus Zeller, 1877
- F. verselias Bleszynski, 1963